# Malvavinda
Malvavinda, (Convolvulus althaeoides) är en vindeväxtart som beskrevs av Carl von Linné. Convolvulus althaeoides ingår i släktet vindor, och familjen vindeväxter.

## Underarter
Arten delas in i följande underarter:
- C. a. althaeoides
- C. a. darnitanus

## Bildgalleri

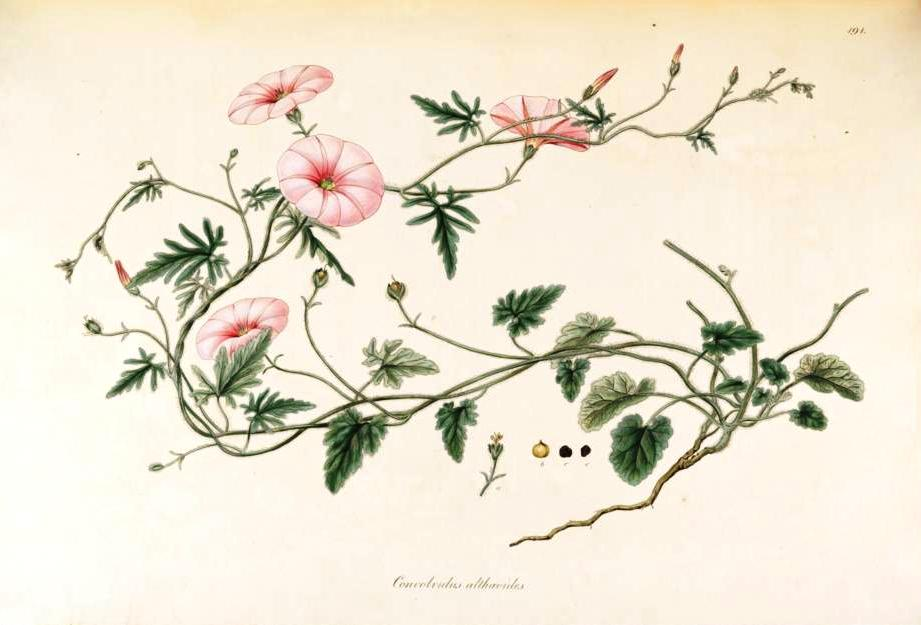
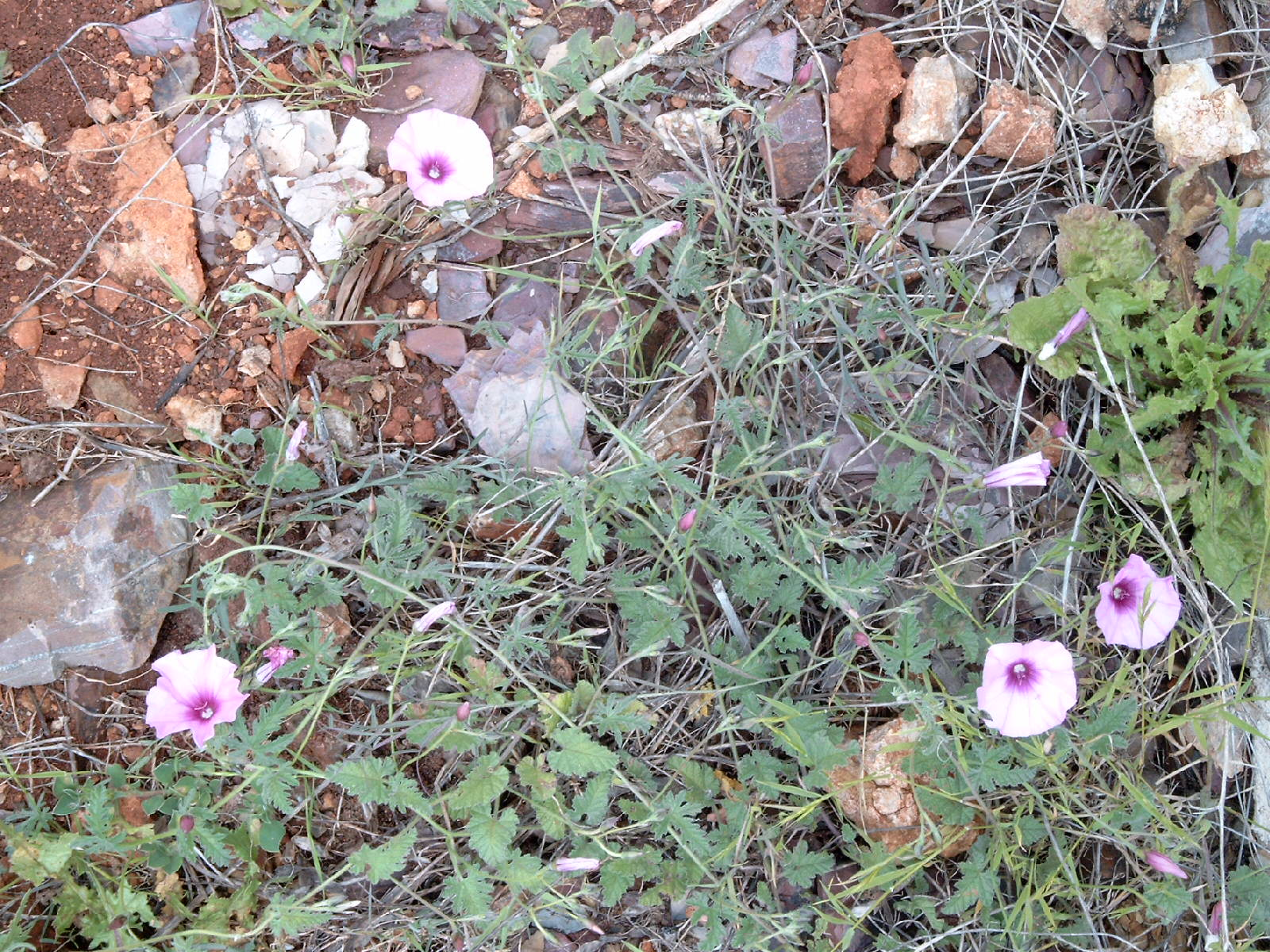
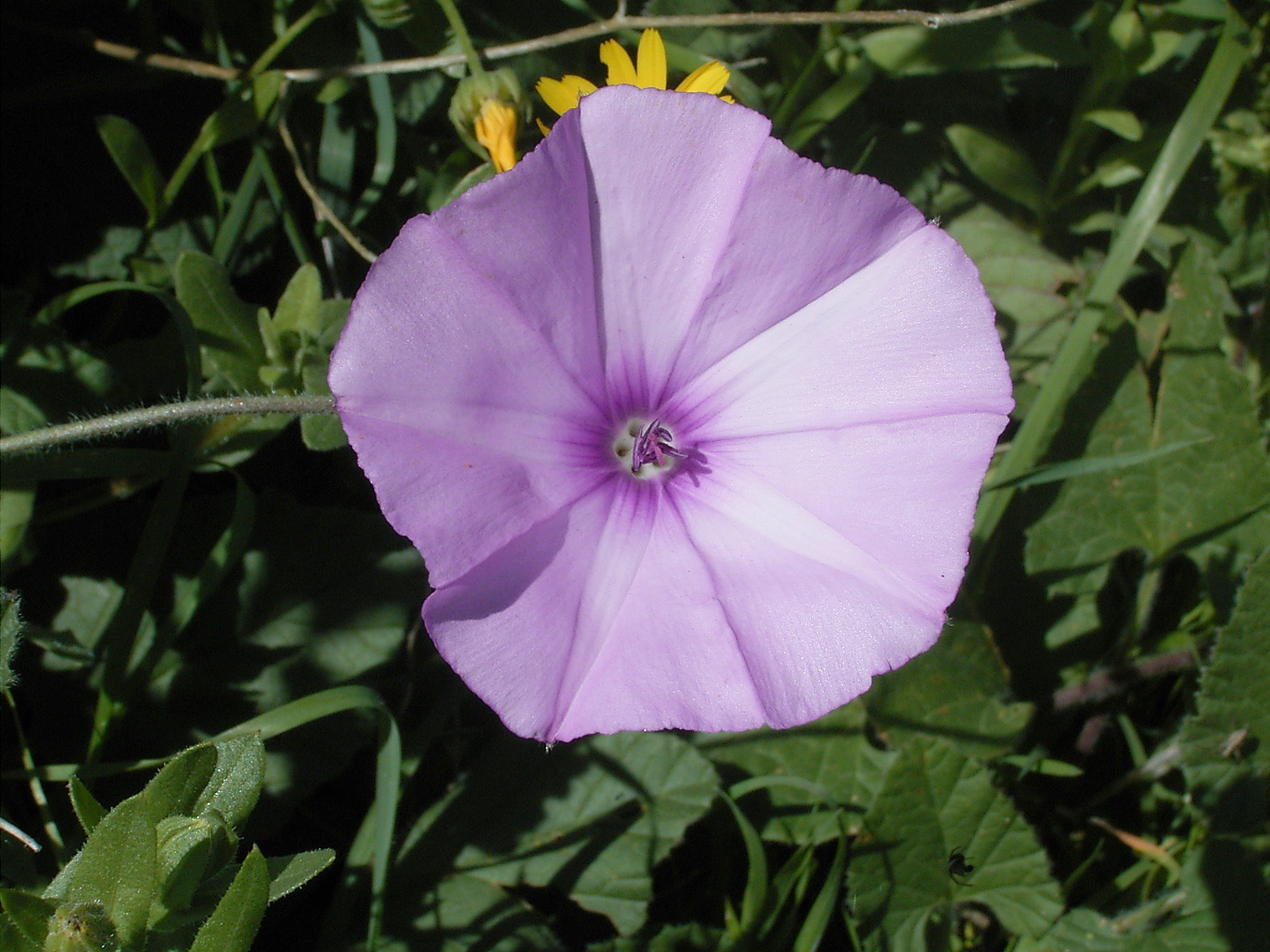
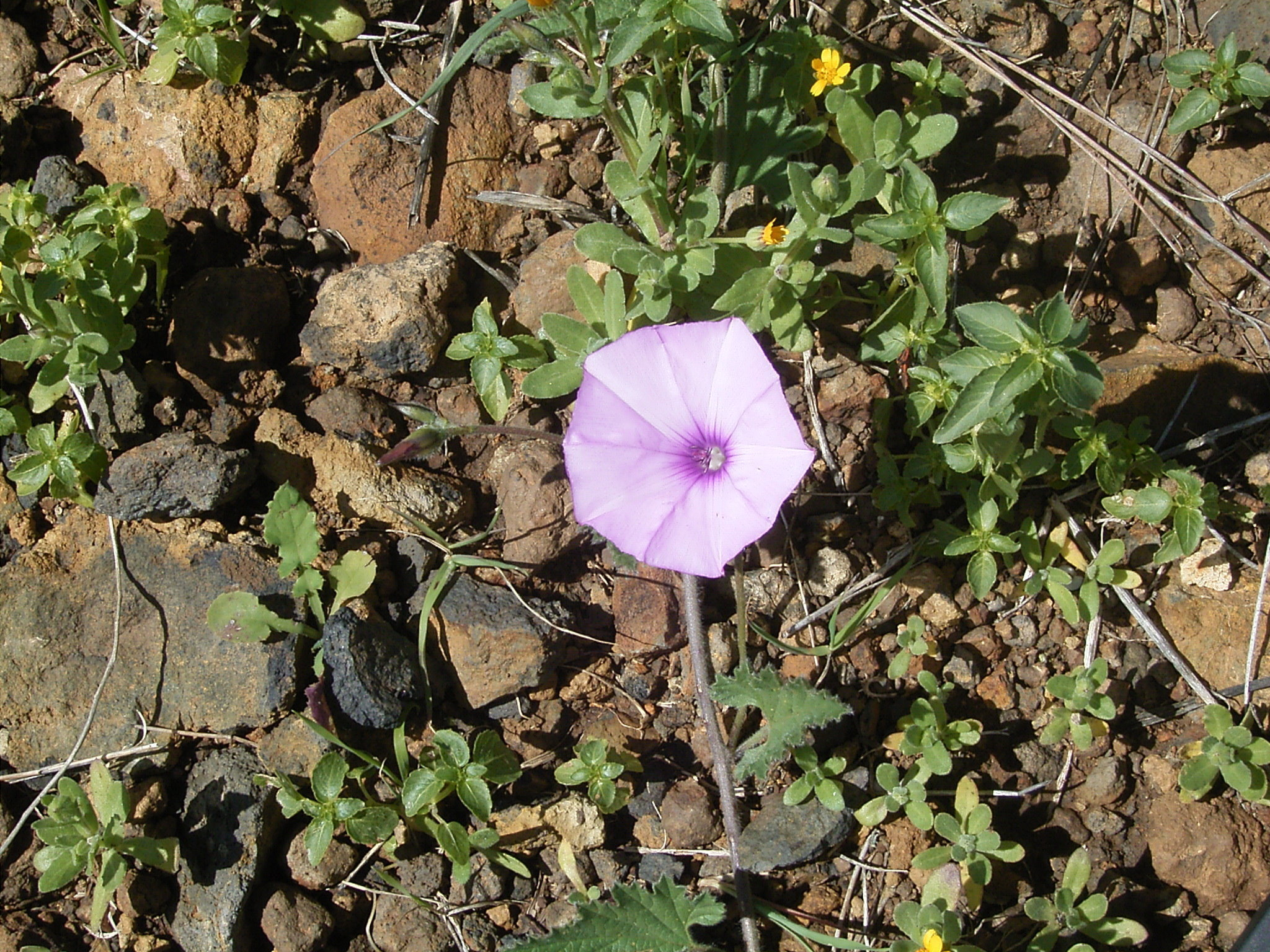
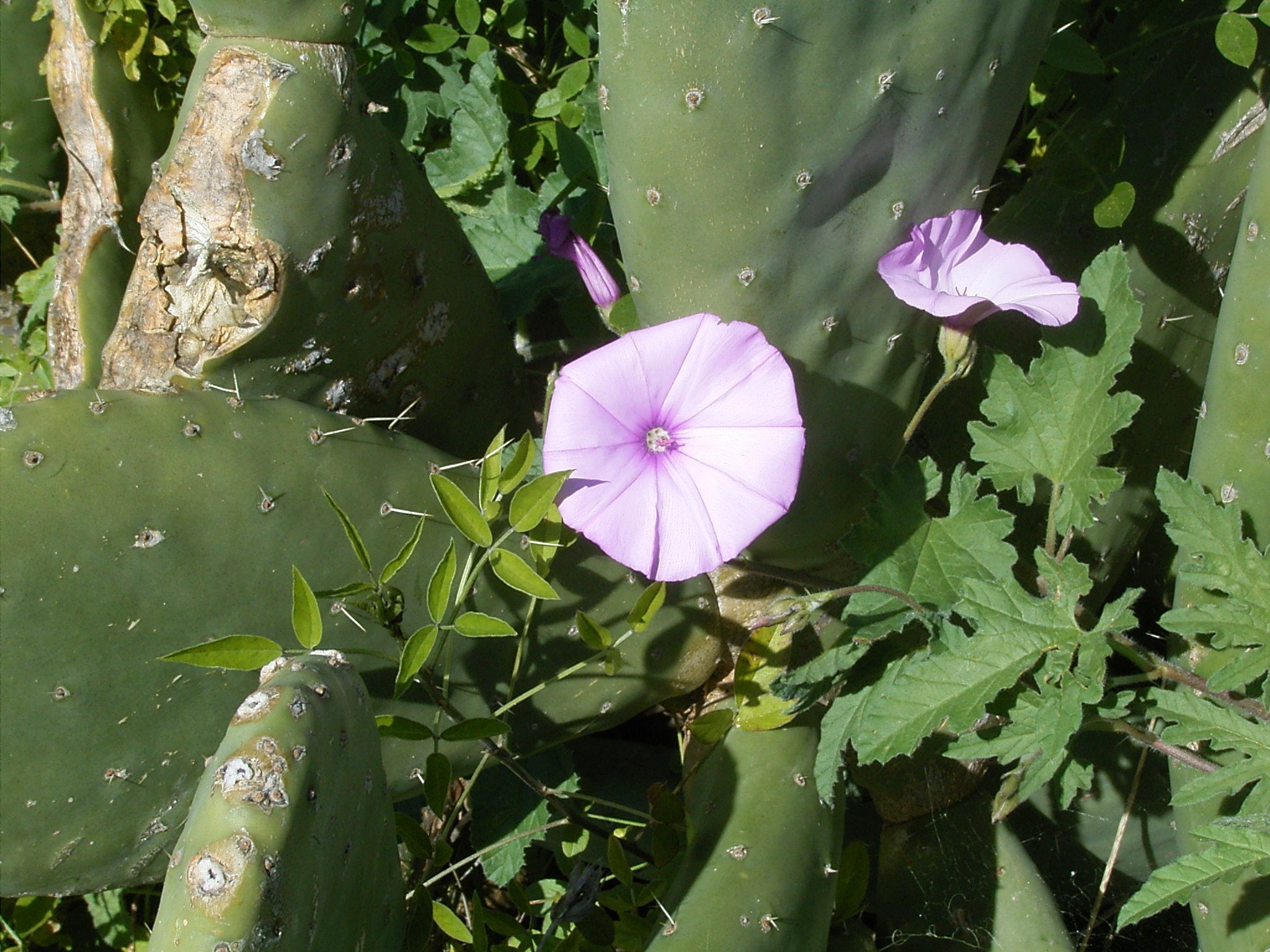
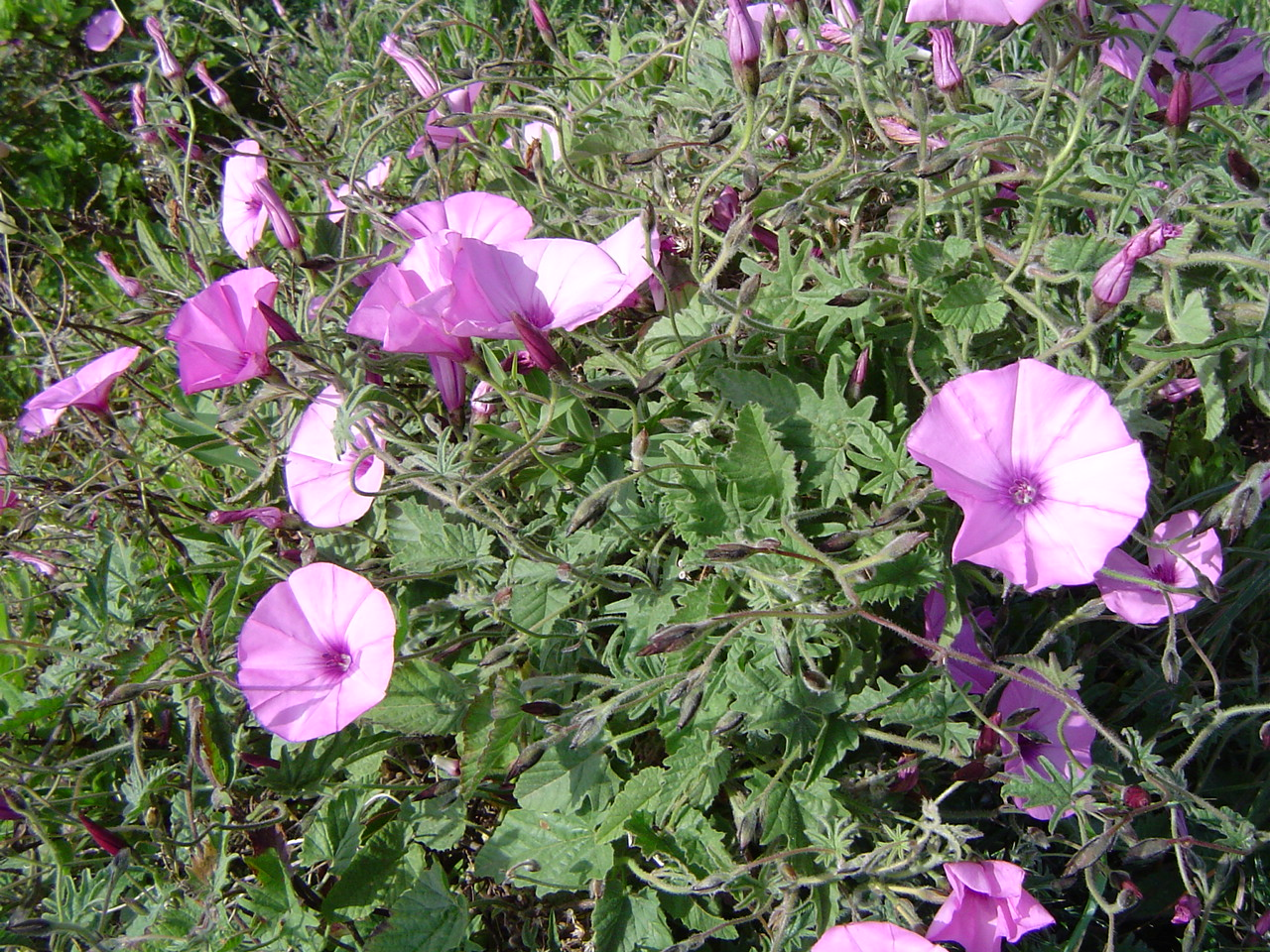